# Round Robin de la Liga Nacional de Baloncesto 2017
El Round Robin de la Liga Nacional de Baloncesto 2017 fue la fase semifinal de la Liga Nacional de Baloncesto 2017. En esta fase inició el miércoles 12 de julio de 2017 y concluyó el jueves 3 de agosto de 2017, se jugaron 21 de los 24 partidos pactados (9 en el circuito norte y 12 en el circuito sureste) para determinar el campeón del Circuito Norte y el campeón del Circuito Sureste, quienes avanzaron a la Serie Final de 2017 por el campeonato de la Liga Nacional de Baloncesto.
Los Metros de Santiago se proclamaron campeones del Circuito Norte con récord de 5 ganados y 1 perdido, mientras que los Leones de Santo Domingo obtuvieron el campeonato del Circuito Sureste con un récord de 5 ganados y 3 perdidos.

## Formato
Antes del comienzo de la temporada se anunció un cambio en el formato de los playoffs con respecto al 2015, sustituyendo el formato de series eliminatoria en la semifinal de la liga por el formato de round robin o todos contra todos.
Los 8 equipos de la liga dominicana se distribuyen dividiéndose en 2 circuitos de 4 equipos cada uno. Una vez terminada la temporada regular, la clasificación al round robin se produce de la siguiente manera: Clasifican los 3 mejores equipos de cada circuito donde cada equipo jugara un máximo de 8 partidos, 4 como local y 4 como visitante. Los 2 equipos con mejor récord clasifican a la Serie Final de la liga y se proclaman campeones de sus respectivos circuito.

## Circuito Norte

### Clasificaciones
| Circuito Norte | Circuito Norte                     | Circuito Norte | Circuito Norte | Circuito Norte | Circuito Norte | Circuito Norte | Circuito Norte | Circuito Norte | Circuito Norte |
| Pos.           | Equipo                             | PJ             | G              | P              | %              | PD             | Casa           | Fuera          | Pts            |
| -------------- | ---------------------------------- | -------------- | -------------- | -------------- | -------------- | -------------- | -------------- | -------------- | -------------- |
| 1              | Metros de Santiago                 | 6              | 5              | 1              | .833           | -              | 2-1            | 3-0            | 11             |
| 2              | Huracanes del Atlántico            | 6              | 2              | 4              | .333           | 3              | 2-1            | 0-3            | 8              |
| 3              | Indios de San Francisco de Macorís | 6              | 2              | 4              | .333           | 3              | 1-2            | 1-2            | 8              |

|  | Campeón del Circuito y avanza a la Serie Final |

### Resultados
Los horarios corresponden al huso horario de la República Dominicana, UTC-4.
| 13 de julio de 2017, 8:00 p. m. | Metros de Santiago                                              | 100–84               | Huracanes del Atlántico                                   | |  |
|                                 | Parciales: 24 - 19, 28 - 19, 31 - 19, 17 - 27                   |                      |                                                           | |  |
|                                 | Estadísticas Robert Glenn 30 tres jugadores 8 Jordan Hamilton 7 | Reporte Pts Reb Asts | Estadísticas 17 Aaron Jones 9 Aaron Jones 4 Jaison Valdez | Pabellón: Gran Arena del Cibao, Santiago de los Caballeros, Santiago Árbitros: Reynaldo Mercedes, Joel Pérez y Carlos Cleto |  |

| 15 de julio de 2017, 8:00 p. m. | Indios de San Francisco de Macorís                                    | 62–87                | Metros de Santiago                                                         | |  |
|                                 | Parciales: 17 - 21, 18 - 14, 14 - 30, 13 - 22                         |                      |                                                                            | |  |
|                                 | Estadísticas Gerardo Suero 16 Terrence Shannon 11 Juan Miguel Suero 4 | Reporte Pts Reb Asts | Estadísticas 24 Adris de León 7 A. de León y R. Soliver 4 Nehemias Morillo | Pabellón: Polideportivo Mario Ortega, San Francisco de Macorís, Duarte Árbitros: Roberto Mota, Daniel Asencio y Danny Martínez |  |

| 17 de julio de 2017, 8:00 p. m. | Huracanes del Atlántico                                                 | 84–80                | Indios de San Francisco de Macorís                                     | |  |
|                                 | Parciales: 20 - 8, 18 - 25, 25 - 25, 21 - 22                            |                      |                                                                        | |  |
|                                 | Estadísticas Maurice Carter 28 Kelly Beidler 9 K. Beidler y M. Carter 6 | Reporte Pts Reb Asts | Estadísticas 24 Gerardo Suero 8 I. Romero y T. Shannon 4 Gerardo Suero | Pabellón: Polideportivo Fabio Rafael González, San Felipe de Puerto Plata, Puerto Plata Árbitros: Robinson Aracena, Raúl García y Leonardo Rodríguez |  |

| 19 de julio de 2017, 8:00 p. m. | Huracanes del Atlántico                                           | 83–97                | Metros de Santiago                                           | |  |
|                                 | Parciales: 20 - 22, 14 - 20, 20 - 21, 29 - 34                     |                      |                                                              | |  |
|                                 | Estadísticas Luis Jacobo 21 Aaron Jones 9 L. Jacobo y M. Carter 4 | Reporte Pts Reb Asts | Estadísticas 19 Robert Glenn 11 Eloy Vargas 4 tres jugadores | Pabellón: Polideportivo Fabio Rafael González, San Felipe de Puerto Plata, Puerto Plata Árbitros: Joel Pérez, Daniel Asencio y Davide Ramilli |  |

| 21 de julio de 2017, 8:00 p. m. | Metros de Santiago                                                     | 78–80                | Indios de San Francisco de Macorís                               | |  |
|                                 | Parciales: 17 - 22, 22 - 19, 15 - 18, 24 - 21                          |                      |                                                                  | |  |
|                                 | Estadísticas Víctor Liz 22 E. Vargas y J. Akindele 11 tres jugadores 3 | Reporte Pts Reb Asts | Estadísticas 22 Gerardo Suero 10 Ismael Romero 10 Sterling Gibbs | Pabellón: Gran Arena del Cibao, Santiago de los Caballeros, Santiago Árbitros: Reynaldo Mercedes, Roberto Mota y Celestino Pérez |  |

| 23 de julio de 2017, 5:00 p. m. | Indios de San Francisco de Macorís                              | 88–85                | Huracanes del Atlántico                                                  | |  |
|                                 | Parciales: 18 - 20, 19 - 18, 24 - 29, 27 - 18                   |                      |                                                                          | |  |
|                                 | Estadísticas tres jugadores 16 Luis Bethelmy 8 Sterling Gibbs 7 | Reporte Pts Reb Asts | Estadísticas 17 Jarvis Williams 10 Kelly Beidler 3 D. Núñez y K. Beidler | Pabellón: Polideportivo Mario Ortega, San Francisco de Macorís, Duarte Árbitros: Reynaldo Mercedes, Ambiorix Cruz y Fernando Jorge |  |

| 25 de julio de 2017, 8:00 p. m. | Metros de Santiago                                         | 88–81                | Huracanes del Atlántico                                            | |  |
|                                 | Parciales: 14 - 27, 23 - 14, 32 - 23, 19 - 17              |                      |                                                                    | |  |
|                                 | Estadísticas Eloy Vargas 18 Eloy Vargas 11 Adris de León 6 | Reporte Pts Reb Asts | Estadísticas 28 Jarvis Williams 9 Jarvis Williams 5 Maurice Carter | Pabellón: Gran Arena del Cibao, Santiago de los Caballeros, Santiago Árbitros: Joel Pérez, Daniel Asencio y Carlos Cleto |  |

| 27 de julio de 2017, 8:00 p. m. | Indios de San Francisco de Macorís                                   | 93–105               | Metros de Santiago                                                      | |  |
|                                 | Parciales: 20 - 29, 25 - 22, 27 - 25, 21 - 29                        |                      |                                                                         | |  |
|                                 | Estadísticas Gerardo Suero 29 Ismael Romero 11 J. Suero y S. Gibbs 4 | Reporte Pts Reb Asts | Estadísticas 37 Jordan Hamilton 8 Jordan Hamilton 7 A. de León y V. Liz | Pabellón: Polideportivo Mario Ortega, San Francisco de Macorís, Duarte Árbitros: Reynaldo Mercedes, Daniel Asencio y Erick Martínez |  |

| 29 de julio de 2017, 6:00 p. m. | Huracanes del Atlántico                                        | 97–90                | Indios de San Francisco de Macorís                                    | |  |
|                                 | Parciales: 27 - 23, 27 - 18, 18 - 25, 25 - 24                  |                      |                                                                       | |  |
|                                 | Estadísticas Jarvis Williams 23 Aaron Jones 10 Kelly Beidler 4 | Reporte Pts Reb Asts | Estadísticas 21 Gerardo Suero 9 Juan Miguel Suero 8 Juan Miguel Suero | Pabellón: Polideportivo Fabio Rafael González, San Felipe de Puerto Plata, Puerto Plata Árbitros: Ambiorix Cruz, Raúl García y Nelson Almonte |  |

## Circuito Sureste

### Clasificaciones
| Circuito Sureste | Circuito Sureste              | Circuito Sureste | Circuito Sureste | Circuito Sureste | Circuito Sureste | Circuito Sureste | Circuito Sureste | Circuito Sureste | Circuito Sureste |
| Pos.             | Equipo                        | PJ               | G                | P                | %                | PD               | Casa             | Fuera            | Pts              |
| ---------------- | ----------------------------- | ---------------- | ---------------- | ---------------- | ---------------- | ---------------- | ---------------- | ---------------- | ---------------- |
| 1                | Leones de Santo Domingo       | 8                | 5                | 3                | .625             | -                | 3-1              | 2-2              | 13               |
| 2                | Titanes del Distrito Nacional | 8                | 4                | 4                | .500             | 1                | 2-2              | 2-2              | 12               |
| 3                | Cañeros del Este              | 8                | 3                | 5                | .375             | 2                | 1-3              | 2-2              | 11               |

|  | Campeón del Circuito y avanza a la Serie Final |

### Resultados
Los horarios corresponden al huso horario de la República Dominicana, UTC-4.
| 12 de julio de 2017, 8:00 p. m. | Cañeros del Este                                              | 90–93                | Titanes del Distrito Nacional                                         | |  |
|                                 | Parciales: 19 - 19, 26 - 20, 12 - 24, 21 - 15 (T.E.: 12 - 15) |                      |                                                                       | |  |
|                                 | Estadísticas Trey Gilder 22 Trey Gilder 8 tres jugadores 5    | Reporte Pts Reb Asts | Estadísticas 25 Reggie Hamilton 21 Brian Williams 8 Terrance Woodbury | Pabellón: Polideportivo Eleoncio Mercedes, La Romana, La Romana Árbitros: Robinson Aracena, Raúl García y Leonardo Rodríguez |  |

| 14 de julio de 2017, 8:00 p. m. | Leones de Santo Domingo                                               | 70–75                | Cañeros del Este                                                           | |  |
|                                 | Parciales: 27 - 18, 13 - 14, 18 - 22, 12 - 21                         |                      |                                                                            | |  |
|                                 | Estadísticas M. J. Rhett 17 M. J. Rhett y S. Rojas 8 Manuel Fortuna 7 | Reporte Pts Reb Asts | Estadísticas 25 Trey Gilder 7 M. Evangelista y O. Sánchez 4 Austin Freeman | Pabellón: Polideportivo San Carlos, Santo Domingo, Distrito Nacional Árbitros: Robinson Aracena, Leonardo Rodríguez y Carlos Cleto |  |

| 16 de julio de 2017, 5:00 p. m. | Titanes del Distrito Nacional                              | 89–76                | Leones de Santo Domingo                                       | |  |
|                                 | Parciales: 19 - 12, 22 - 19, 24 - 21, 24 - 24              |                      |                                                               | |  |
|                                 | Estadísticas Kelvin Pérez 21 Kelvin Pérez 7 José Fortuna 5 | Reporte Pts Reb Asts | Estadísticas 18 Sadiel Rojas 11 Sadiel Rojas 3 tres jugadores | Pabellón: Pabellón de Voleibol Ricardo "Georiber" Arias, Santo Domingo, Distrito Nacional Árbitros: Reynaldo Mercedes, Davide Ramilli y Celestino Pérez |  |

| 18 de julio de 2017, 8:00 p. m. | Titanes del Distrito Nacional                                                   | 86–83                | Cañeros del Este                                           | |  |
|                                 | Parciales: 31 - 25, 16 - 15, 20 - 20, 19 - 23                                   |                      |                                                            | |  |
|                                 | Estadísticas Terrance Woodbury 22 Brian Williams 11 R. Hamilton y T. Woodbury 6 | Reporte Pts Reb Asts | Estadísticas 19 Trey Gilder 7 Trey Gilder 4 Rayner Moquete | Pabellón: Pabellón de Voleibol Ricardo "Georiber" Arias, Santo Domingo, Distrito Nacional Árbitros: Ambiorix Cruz, Daniel Asencio y José Martínez |  |

| 20 de julio de 2017, 8:00 p. m. | Cañeros del Este                                             | 82–107               | Leones de Santo Domingo                                                 | |  |
|                                 | Parciales: 20 - 28, 19 - 31, 20 - 19, 23 - 29                |                      |                                                                         | |  |
|                                 | Estadísticas Andy Williams 15 Trey Gilder 9 tres jugadores 3 | Reporte Pts Reb Asts | Estadísticas 26 M. J. Rhett 10 J. Araujo y M. J. Rhett 8 Patrick Miller | Pabellón: Polideportivo Eleoncio Mercedes, La Romana, La Romana Árbitros: Roberto Mota, Raúl García y Erick Martínez |  |

| 22 de julio de 2017, 8:00 p. m. | Titanes del Distrito Nacional                                      | 86–97                | Leones de Santo Domingo                                           | |  |
|                                 | Parciales: 20 - 20, 17 - 26, 27 - 25, 22 - 26                      |                      |                                                                   | |  |
|                                 | Estadísticas Brian Williams 21 Edward Santana 12 Reggie Hamilton 4 | Reporte Pts Reb Asts | Estadísticas 26 Patrick Miller 8 Jonathan Araujo 7 Patrick Miller | Pabellón: Pabellón de Voleibol Ricardo "Georiber" Arias, Santo Domingo, Distrito Nacional Árbitros: Robinson Aracena, Joel Pérez y Carlos Cleto |  |

| 24 de julio de 2017, 8:00 p. m. | Titanes del Distrito Nacional                                  | 92–99                | Cañeros del Este                                                     | |  |
|                                 | Parciales: 30 - 24, 16 - 24, 21 - 21, 25 - 30                  |                      |                                                                      | |  |
|                                 | Estadísticas Rashad Bell 24 Brian Williams 16 Brian Williams 6 | Reporte Pts Reb Asts | Estadísticas 25 Austin Freeman 7 Miguel Evangelista 4 Austin Freeman | Pabellón: Pabellón de Voleibol Ricardo "Georiber" Arias, Santo Domingo, Distrito Nacional Árbitros: Reynaldo Mercedes, Celestino Pérez y Leonardo Rodríguez |  |

| 26 de julio de 2017, 8:00 p. m. | Leones de Santo Domingo                                    | 97–87                | Cañeros del Este                                           | |  |
|                                 | Parciales: 22 - 13, 29 - 29, 19 - 27, 27 - 18              |                      |                                                            | |  |
|                                 | Estadísticas Juan Guerrero 19 Omar Reed 8 Patrick Miller 8 | Reporte Pts Reb Asts | Estadísticas 30 Trey Gilder 7 Lavell Payne 5 Elías Solimán | Pabellón: Polideportivo San Carlos, Santo Domingo, Distrito Nacional Árbitros: Robinson Aracena, Raúl García y Joel Mejía |  |

| 28 de julio de 2017, 8:00 p. m. | Leones de Santo Domingo                                         | 103–81               | Titanes del Distrito Nacional                                  | |  |
|                                 | Parciales: 23 - 22, 22 - 22, 28 - 22, 30 - 15                   |                      |                                                                | |  |
|                                 | Estadísticas Juan Guerrero 23 Juan Guerrero 11 Manuel Fortuna 3 | Reporte Pts Reb Asts | Estadísticas 29 Edward Santana 9 Edward Santana 7 José Fortuna | Pabellón: Polideportivo San Carlos, Santo Domingo, Distrito Nacional Árbitros: Ambiorix Cruz, Joel Pérez y José Martínez |  |

| 30 de julio de 2017, 8:00 p. m. | Cañeros del Este                                                            | 90–97                | Titanes del Distrito Nacional                                  | |  |
|                                 | Parciales: 22 - 29, 25 - 9, 20 - 28, 23 - 31                                |                      |                                                                | |  |
|                                 | Estadísticas Trey Gilder 23 Miguel Evangelista 12 E. Soliman y S. Rodgers 4 | Reporte Pts Reb Asts | Estadísticas 22 Rashad Bell 10 Benjamín Colón 6 Brian Williams | Pabellón: Polideportivo Eleoncio Mercedes, La Romana, La Romana Árbitros: Reynaldo Mercedes, Roberto Mota y Davide Ramilli |  |

| 1 de agosto de 2017, 8:00 p. m. | Cañeros del Este                                                              | 111–105              | Leones de Santo Domingo                                         | |  |
|                                 | Parciales: 29 - 20, 28 - 20, 27 - 33, 27 - 32                                 |                      |                                                                 | |  |
|                                 | Estadísticas S. Rodgers y T. Gilder 19 J. Montás y L. Payne 6 Scott Rodgers 5 | Reporte Pts Reb Asts | Estadísticas 22 Manuel Fortuna 12 Sadiel Rojas 6 Patrick Miller | Pabellón: Polideportivo Eleoncio Mercedes, La Romana, La Romana Árbitros: Joel Pérez, Celestino Pérez y Erick Martínez |  |

| 3 de agosto de 2017, 8:00 p. m. | Leones de Santo Domingo                                           | 89–85                | Titanes del Distrito Nacional                                     | |  |
|                                 | Parciales: 25 - 19, 21 - 14, 16 - 23, 27 - 29                     |                      |                                                                   | |  |
|                                 | Estadísticas Patrick Miller 30 Jonathan Araujo 9 Patrick Miller 7 | Reporte Pts Reb Asts | Estadísticas 20 Benjamín Colón 11 Brian Williams 7 Edward Santana | Pabellón: Polideportivo San Carlos, Santo Domingo, Distrito Nacional Árbitros: Reynaldo Mercedes, Robinson Aracena y Raúl García |  |

## Estadísticas individuales

### Puntos
| Pos. | Jugador         | Equipo                             | Partidos | Puntos | Promedio |
| ---- | --------------- | ---------------------------------- | -------- | ------ | -------- |
| 1    | Trey Gilder     | Cañeros del Este                   | 8        | 173    | 21.6     |
| 2    | Gerardo Suero   | Indios de San Francisco de Macorís | 6        | 128    | 21.3     |
| 3    | Jarvis Williams | Huracanes del Atlántico            | 4        | 81     | 20.3     |
| 4    | Patrick Miller  | Leones de Santo Domingo            | 6        | 120    | 20.0     |
| 5    | Edward Santana  | Titanes del Distrito Nacional      | 8        | 141    | 17.6     |

### Rebotes
| Pos. | Jugador        | Equipo                             | Partidos | Rebotes | Promedio |
| ---- | -------------- | ---------------------------------- | -------- | ------- | -------- |
| 1    | Brian Williams | Titanes del Distrito Nacional      | 8        | 86      | 10.8     |
| 2    | Aaron Jones    | Huracanes del Atlántico            | 6        | 50      | 8.3      |
| 3    | Eloy Vargas    | Metros de Santiago                 | 6        | 49      | 8.2      |
| 4    | Ismael Romero  | Indios de San Francisco de Macorís | 5        | 37      | 7.4      |
| 5    | Edward Santana | Titanes del Distrito Nacional      | 8        | 59      | 7.4      |

### Asistencias
| Pos. | Jugador           | Equipo                             | Partidos | Asistencias | Promedio |
| ---- | ----------------- | ---------------------------------- | -------- | ----------- | -------- |
| 1    | Patrick Miller    | Leones de Santo Domingo            | 6        | 38          | 6.3      |
| 2    | Sterling Gibbs    | Indios de San Francisco de Macorís | 6        | 28          | 4.7      |
| 3    | Juan Miguel Suero | Indios de San Francisco de Macorís | 6        | 25          | 4.2      |
| 4    | Adris de León     | Metros de Santiago                 | 6        | 24          | 4.0      |
| 5    | José Fortuna      | Titanes del Distrito Nacional      | 8        | 31          | 3.9      |